# Sankt Jörgenschild
Gesellschaften mit St. Jörgenschild, oft auch St. Jergenschild, St. Georgenschild oder jede weitere Namensversion von Georg, waren jeweils zeitlich befristete Zusammenschlüsse von hohen und niedrigen Adeligen sowie Prälaten als Vertreter Geistlicher Gebiete, vor allem im Gebiet des alten Herzogtums Schwaben, wo sich keine neuen Landesherrschaften – wie z. B. Württemberg – gebildet hatten. Der regionale Schwerpunkt lag deshalb im Bodenseeraum und entlang der oberen Donau.

## Geschichte

### Appenzeller Krieg
Der erste Zusammenschluss erfolgte 1406 im Zusammenhang mit dem Appenzeller Krieg. Der örtliche Adel sah diesen als Angriff auf seine grundherrlichen Rechte.
Infolge der Pestjahre 1348/50 war es zu einem beachtlichen Bevölkerungsrückgang und in Verbindung mit einer entsprechenden Landflucht zu einem Sinken der Agrarproduktion gekommen. Dadurch und durch die verringerten Einnahmen aus dem Zehnten war das Einkommen des Adels gesunken. Hinzu kam die Aufteilung dieses geringen Einkommens auf immer mehr Köpfe infolge der Realteilung. Unkontrolliertes Fehdewesen führten bei vielen Adelshäusern zu einem weiteren sozialen Abstieg.
Dem sinkenden Einkommen suchten diese kleinen Adeligen entgegenzukommen, indem sie sich bei den sich zur selben Zeit etablierenden Territorialfürsten als „Beamte“, damals Räte genannt, andienten. Im Süden Deutschlands boten sich hier das Erzherzogtum Österreich bzw. Württemberg, aber auch die bayerischen Herzöge, sowie der Königs-/Kaiserhof an. Hier konnte man sich, den alten ritterlichen Idealen verpflichtet, auch in Kriegszügen bewähren. So finden wir, um zum Beispiel eine Adelsfamilie herauszugreifen, Vertreter der Klingenberger, die zu diesem Zeitpunkt auf dem Hohentwiel saßen, als Gefallene in jenen Schlachten, die wir aus heutiger Sicht als Beispiele für die Unterlegenheit der hergebrachten Ritterheere gegenüber den neuen Kampftechniken und Organisationsformen betrachten:
Johann von Klingenberg, gefallen am 26. August 1346 in der Schlacht von Crécy, Sigmund von Klingenberg am 9. Juli 1386 in der Schlacht bei Sempach, zusammen mit Martin Malter, dem Schwager von Hans, genannt Schoch von Klingenberg, der wiederum am 9. April 1388 in der Schlacht bei Näfels fiel. An dieser Schlacht nahm auch dessen Neffe Hans von Klingenberg, Ritter zu Stein, teil, dem wir in der sogenannten Klingenberger Chronik eine Beschreibung dieser Schlacht verdanken. Am 17. Juni 1405 fiel Hans von Twiel, der Sohn des Schoch, in der Schlacht am Stoss im Appenzeller Krieg.

### Ritterbund
Als Reaktion auf den gesellschaftlichen Wandel gründete der schwäbische Adel den Ritterbund mit Sankt Jörgenschild, auch Ritterschaft Sankt Georgenschild genannt. Sein erster Hauptmann war Caspar von Klingenberg († 1439). Dessen Enkel, ebenfalls Caspar genannt, fiel im Schwabenkrieg 1499 bei Rielasingen.
Die Ziele, auch späterer Vereinigungen, waren deshalb die Sicherung des Landfriedens und der eigenen Rechte, sowohl im Innenverhältnis unter den Mitgliedern als auch im Außenverhältnis, im obigen Fall gegen die aufrührerischen Appenzeller und die mit ihnen verbündeten Eidgenossen.
Als Mittel hierzu dienten Schiedsgerichte, aber auch das Mittel der Fehde war statthaft. Aus der daraus erwachsenen Notwendigkeit der Fehdehilfe im Krisenfall entstand das Bedürfnis nach nachbarschaftlicher Nähe und Unterstützung. Daraus entstanden Teilgesellschaften, Donau, Hegau-Allgäu-Bodensee, Neckar-Schwarzwald, später auch Kocher und Kraichgau.

### Schwäbischer Bund
Könige, Fürsten und Städte suchten im 15. Jahrhundert das politische Potential des Sankt Jörgenschildes durch den Abschluss individueller Bündnisse zu nutzen. Am erfolgreichsten war die Gründung des Schwäbischen Bundes, dessen Organisationsstruktur auf der des St. Jörgenschildes aufbaute und anfangs sogar die Teilgesellschaften als Mitglied im Bund integrierte.
Dieses Konstrukt erlaubte es den Fürsten, quasi ebenbürtig mit dem Niederadel in ein Bündnis zu treten, da sie sich ja nicht mit dem einzelnen Niederadeligen verbündeten, sondern mit der Gesellschaft.
|                    | Grafen/Freiherren | Ritter/Niederadel | Prälaten |
| ------------------ | ----------------- | ----------------- | -------- |
| Hegau/Bodensee     | 12                | 52                | 6        |
| Donau              | 2                 | 71                | 11       |
| Kocher             | 2                 | 29                | 3        |
| Neckar/Schwarzwald | 1                 | 52                | -        |
|                    |                   |                   |          |
| gesamt             | 17                | 204               | 20       |

Der Schwäbische Bund war aber nicht das Ende der Gesellschaften von Sankt Jörgenschild. Neben diesem etablierten sich weiterhin eigene, zeitlich befristete, regionale Gesellschaften, auch weil die Mitglieder ihre Interessen im Schwäbischen Bund nicht verwirklicht sahen.
Ab den 40er Jahren des 16. Jahrhunderts entwickelten sich die Interessen des Niederen und des Höheren Adels immer weiter auseinander. Im Zuge der Reichsreform konnten sich sowohl der Hohe Adel als auch die Geistlichen Territorien als Stand mit Repräsentation in den Reichskreisen und im Reichstag etablieren. Um bei einer Besteuerung durch den Kaiser sicherzustellen, dass diese direkt entrichtet werden konnte und nicht über regionale Landesfürsten, was einer Mediatisierung gleichgekommen wäre, schlossen sich die Niederadeligen zur Reichsritterschaft zusammen.